# Skorochodowe
Skorochodowe (ukrainisch Скороходове; russisch Скороходово Skorochodowo) ist eine Siedlung städtischen Typs im Norden der ukrainischen Oblast Poltawa mit etwa 2900 Einwohnern (2025).

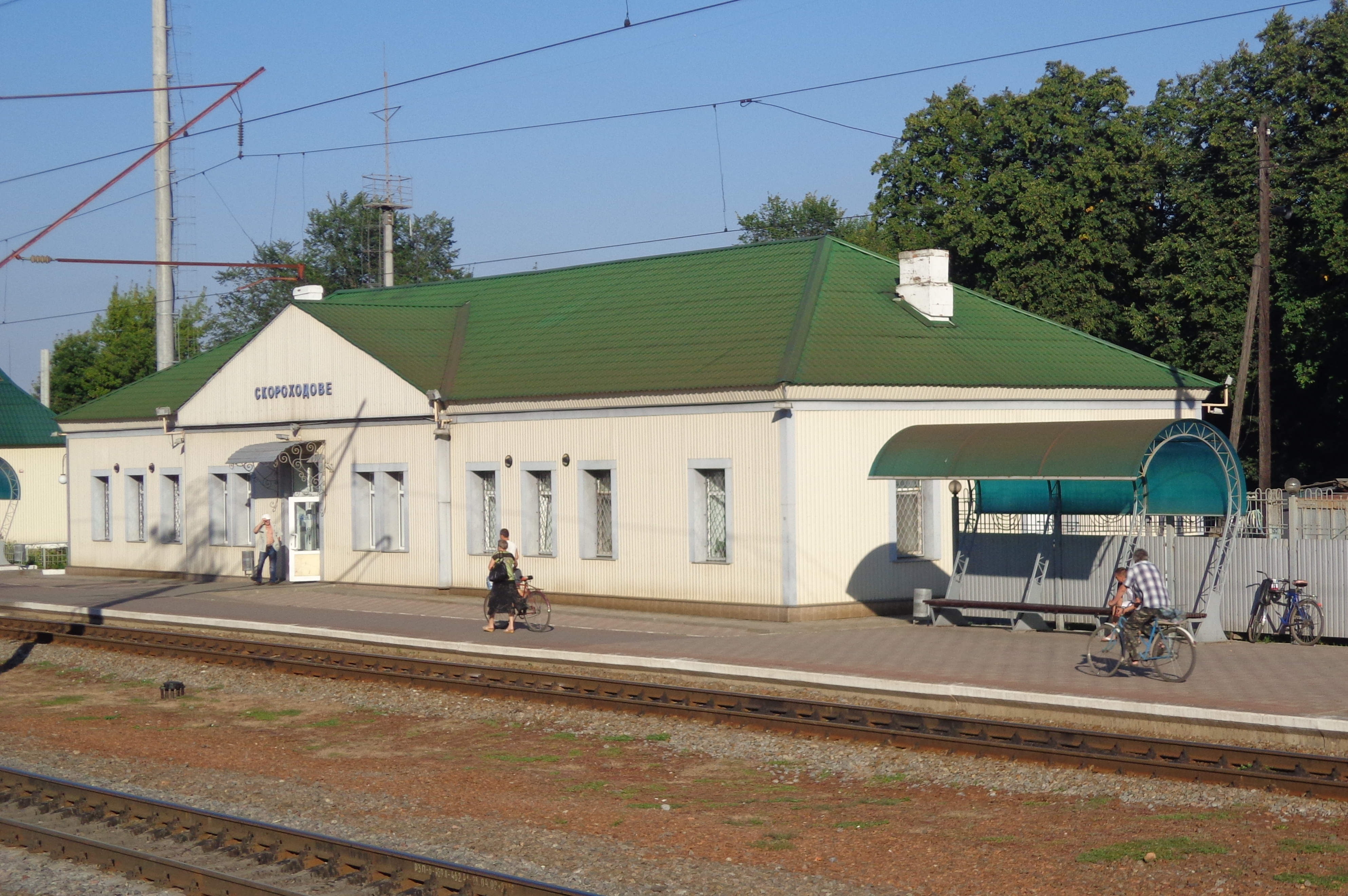
Bahnhof im Ort

Die 1936 im Zuge der Errichtung einer Zuckerfabrik gegründete Ortschaft besitzt seit 1938 den Status einer Siedlung städtischen Typs. Sie trug bis zum 17. März 2016 den Namen Artemiwka (ukrainisch Артемівка; russisch Артёмовка/Artjomowka).

## Geographie
Skorochodowe liegt im Rajon Poltawa an der Territorialstraße T–17–30 und hat einen Bahnhof an der Bahnstrecke Borschtschi–Charkiw.
Das Oblastzentrum Poltawa liegt 65 km südwestlich und das ehemalige Rajonzentrum Tschutowe liegt 13 km südöstlich von Skorochodowe.

## Verwaltungsgliederung
Am 25. September 2015 wurde die Siedlung zum Zentrum der neugegründeten Siedlungsgemeinde Artemiwka (Артемівська селищна громада/Artemiwska selyschtschna hromada). Zu dieser zählten auch die 8 Dörfer Iskriwka, Kochaniwka, Rjabkiwka, Schewtschenkiwka, Schowtnewe (ab 2016 Pawliwka), Skybiwka, Stepaniwka und Trudoljubiwka, bis dahin bildete sie die gleichnamige Siedlungsratsgemeinde Artemiwka (Артемівська селищна рада/Artemiwska selyschtschna rada) im nördlichen Zentrum des Rajons Tschutowe.
Am 19. Mai 2016 wurde die Siedlungsgemeinde analog zum namensgebenden Hauptort in Siedlungsgemeinde Skorochodowe (Скороходівська селищна громада/Skorodochiwska selyschtschna hromada) umbenannt.
Am 12. Juni 2020 kamen noch weitere 13 in der untenstehenden Tabelle aufgelistete Dörfer zum Gemeindegebiet.
Am 17. Juli 2020 kam es im Zuge einer großen Rajonsreform zum Anschluss des Rajonsgebietes an den Rajon Poltawa.
Folgende Orte sind neben dem Hauptort Skorochodowe Teil der Gemeinde:
| Name                            | Name                | Name                                         |
| ukrainisch transkribiert        | ukrainisch          | russisch                                     |
| ------------------------------- | ------------------- | -------------------------------------------- |
| Beresowe                        | Березове            | Березовое (Beresowoje)                       |
| Floriwka                        | Флорівка            | Флоровка (Florowka)                          |
| Fylenkowe                       | Филенкове           | Филенково (Filenkowo)                        |
| Iskriwka                        | Іскрівка            | Искровка (Iskrowka)                          |
| Kochaniwka                      | Коханівка           | Кохановка (Kochanowka)                       |
| Kosatsche                       | Козаче              | Казачье (Kasatschje)                         |
| Lyssiwschtschyna                | Лисівщина           | Лысовщина (Lyssowtschina)                    |
| Majoriwka                       | Майорівка           | Майоровка (Majorowka)                        |
| Nowa Kotschubejiwka             | Нова Кочубеївка     | Новая Кочубеевка (Nowaja Kotschubejewka)     |
| Nykonoriwka                     | Никонорівка         | Никоноровка (Nikonorowka)                    |
| Pawliwka (bis 2016 Schowtnewe)  | Павлівка (Жовтневе) | Павловка (Pawlowka)/Жовтневое (Schowtnewoje) |
| Perwoswaniwka                   | Первозванівка       | Первозвановка (Perwoswanowka)                |
| Petriwka (bis 2016 Tschapajewe) | Петрівка (Чапаєве)  | Петровка (Petrowka)/Чапаево (Tschapajewo)    |
| Pidhirne                        | Підгірне            | Подгорное (Podgornoje)                       |
| Rjabkiwka                       | Рябківка            | Рябковка (Rjabkowka)                         |
| Schewtschenkiwka                | Шевченківка         | Шевченковка (Schewtschenkowka)               |
| Skybiwka                        | Скибівка            | Скибовка (Skibowka)                          |
| Stepaniwka                      | Степанівка          | Степановка (Stepanowka)                      |
| Stepowe                         | Степове             | Степовое (Stepowoje)                         |
| Trudoljubiwka                   | Трудолюбівка        | Трудолюбовка (Trudoljubowka)                 |
| Wilnyzja                        | Вільниця            | Вольница (Wolniza)                           |